# Эвагор II
Эваго́р II (Еваго́р; др.-греч. Εὐαγόρας; IV век до н. э.) — царь Саламина (ок. 360—351 до н. э.), сын царя Никокла.
Занимал проперсидскую позицию, за что был изгнан восставшими саламинцами, которые провозгласили царём его племянника Пнитагора. Бежал к Ахеменидам и был назначен сатрапом Сидона, откуда также был изгнан восставшими горожанами. Тайно вернулся в Саламин, где был схвачен и приговорён к смертной казни.